# Comaroma hatsushibai
Espèce
Comaroma hatsushibai est une espèce d'araignées aranéomorphes de la famille des Anapidae.

## Distribution
Cette espèce est endémique du Japon. Elle se rencontre vers Kamikitayama vers 1 560 m d'altitude sur le mont Hidega.

## Description
Le mâle holotype mesure 1,55 mm et la femelle paratype 1,63 mm.

## Étymologie
Cette espèce est nommée en l'honneur de Shingo Hatsushiba.

## Publication originale
- Ono, 2005 : Two new six-eyed spiders of the genera Orchestina and Comaroma (Araneae, Oonopidae and Anapidae) from Japan. Bulletin of the National Science Museum Series A (Zoology), vol. 31, no 2, p. 37-43 (texte intégral).